# أباكافير/لاميفودين/زيدوفودين
أباكافير/لاميفودين/زيدوفودين أو تريزيفير هو دواء مركب يستخدم في علاج متلازمة العوز المناعي المكتسب. ويقترح استخدامه للمرأة الحامل المصابة لتقليل احتمال انتقال العدوى من الأم إلى الطفل.
هو أحد أدوية مضادات الفيروسات القهقرية المركبة ذات الجرعات الثابتة ويتكون من:
- أباكافير
- لاميفودين
- زيدوفودين